# Zaostrog
Zaostrog je vesnice a turisty často vyhledávaná lokalita v jižní Dalmácii (Chorvatsko), ležící mezi městy Makarska a Ploče. Je součástí Makarské riviéry. Administrativně náleží pod opčinu Gradac ve Splitsko-dalmatské župě.
Podle archeologických nálezů byl Zaostrog osídlen i římské době, o čemž svědčí četné antické památky, mezi nimiž je reliéf boha Mithry a náhrobní kámen Aurelia Veturia, které se nachází v klášterní sbírce. Zaostrog byl někdejší opěrný bod středověkých neretvanských knížat, o čemž existují četná historická svědectví.